# Cesiumbromide
Cesiumbromide (CsBr) is het cesiumzout van waterstofbromide. De stof komt voor als een wit kristallijn poeder, dat goed oplosbaar is in water. Bij een vlamproef zal cesiumbromide de vlam rood-violet kleuren.

## Synthese
Cesiumbromide kan op verscheidene manieren worden gesynthetiseerd. De eerste methode is de reactie van cesiumhydroxide met waterstofbromide:
{\displaystyle \mathrm {CsOH\ +\ HBr\longrightarrow \ CsBr\ +\ H_{2}O} }
Een andere methode is de neutralisatiereactie van cesiumcarbonaat met waterstofbromide:
{\displaystyle \mathrm {Cs_{2}CO_{3}\ +\ 2\ HBr\longrightarrow \ 2\ CsBr\ +\ H_{2}O\ +\ CO_{2}} }
Cesiumbromide kan ook rechtstreeks bereid worden uit metallisch cesium en dibroom:
{\displaystyle \mathrm {2\ Cs\ +\ Br_{2}\longrightarrow \ 2\ CsBr} }

## Toepassingen
Cesiumbromide-kristallen worden soms verwerkt in prisma's en vensters voor spectrografen en scintillatiemeters.

## Kristalstructuur
Cesiumbromide is een kristallijne vaste stof met een kubisch kristalstelsel. Het behoort tot ruimtegroep Pm3m. De zijden van de eenheidscel zijn elk 429,53 pm lang. De afstand tussen de Cs+- en de Br−-ionen bedraagt 303,72 pm.